# Club Cultural Social Deportivo Lute
El Deportivo Lute es un club de fútbol de Perú, de la provincia de Chiclayo en el Departamento de Lambayeque. Fue fundado en 2019 y desde 2025 participa en la Liga 3, la tercera categoría del fútbol peruano.

## Historia

### Fundación
El club fue fundado el 25 de noviembre de 2019 en el distrito de Zaña en la provincia de Chiclayo, el club rinde homenaje al futbolista zañero Eleuterio Cossio Colchado, apodado Lute. Desde 2022 empezó su participación oficial desde la liga distrital de Lagunas, llegando hasta la etapa departamental, dónde fue eliminado de la Copa Perú tras un reclamo presentado por Deportivo La Balsa debido a la supuesta mala inscripción de un jugador. Aunque inicialmente la liga departamental de Lambayeque declaró improcedente el reclamo, la FPF falló a favor de La Balsa, otorgándole el pase a la etapa nacional.

### 2024: El ascenso a Liga 3
En la temporada 2024, el equipo obtuvo el tricampeonato distrital y clasificó a la etapa provincial, donde alcanzó el tercer lugar, lo que les permitió avanzar a la etapa departamental. En esta última, logró coronarse campeón tras vencer por la mínima diferencia al Club Unión Juventud San Martín de Filoque, lo que aseguró su clasificación a la Etapa Nacional de la Copa Perú 2024.
En la Etapa Nacional, el club superó la primera fase y se ubicaron en el puesto 23 de la clasificación general. En los dieciseisavos de final, enfrentaron al Deportivo Ucrania. En el partido de ida, lograron una ventaja inicial al ganar como locales por 2-0. Sin embargo, en el partido de vuelta, fueron derrotados 4-1, quedando eliminados con un marcador global de 4-3. A pesar de la eliminación, el equipo aseguró su clasificación a la Liga 3 2025, al haber llegado a diesiseisavos de final de la Copa Perú.

## Datos del club
- Temporadas en Primera División: 0.
- Temporadas en Segunda División: 0.
- Temporadas en Tercera División: 1 (2025 - Act.).
- Mayor goleada conseguida:
  - En campeonatos nacionales de local: Deportivo Lute 3:0 Unión Santo Domingo (24 de mayo de 2025).
  - En campeonatos nacionales de visita: . Sport Bolognesi 0:3 Deportivo Lute (31 de mayo de 2025).
- Mayor goleada recibida:
  - En campeonatos nacionales de local: .
  - En campeonatos nacionales de visita: Juventus de Huamachuco 4:1 Deportivo Lute (21 de junio de 2025).

## Estadio
En la etapa nacional el club hizo de local en el Estadio César Flores Marigorda, localizado en la ciudad de Lambayeque, tiene una capacidad de 7000 espectadores. Tras unos años sin servicio, fue reestructurado a inicios de 2015 para que estuviera a disposición del Club Juan Aurich y juegue en él sus partidos en condición de local en la Primera División. El recinto volvía a ser partícipe del fútbol profesional después de catorce años, la última vez fue en 2001. Y nuevamente en 2020 fue reestructurado con apoyo de la Federación Peruana de Futbol para poder albergar partidos de la Primera División.

## Entrenadores
- Moisés Cabada (2022-2024)
- Marcial Salazar (2025-)[9]

## Palmarés

### Torneos regionales
| Competición regional                   | Títulos          | Subcampeonatos |
| -------------------------------------- | ---------------- | -------------- |
| Liga Departamental de Lambayeque (1/0) | 2024             |                |
| Liga Provincial de Chiclayo (1/0)      | 2023             |                |
| Liga Distrital de Lagunas (3/0)        | 2022, 2023, 2024 |                |